# Kim Jae-ryong
Kim Jae-ryong (nacido en 1959) es un político norcoreano. Se desempeñó como Premier de Corea del Norte desde abril de 2019 hasta agosto de 2020 y también es miembro de la Asamblea Popular Suprema.
El 10 de marzo de 2019, Kim fue elegido para la Asamblea Popular Suprema en las elecciones parlamentarias. Menos de un mes después, durante la primera sesión de la 14.ª Asamblea Popular Suprema, Kim fue nombrado Premier de Corea del Norte en reemplazo de Pak Pong-ju. También fue elegido miembro del Politburó del Partido del Trabajo de Corea y de la Comisión Militar Central del mismo.